# Руссель де Курси, Мари Рене
Мари Рене Руссель де Курси (фр. Marie Rene Roussel De Courcy; 2 октября 1827, Сюлли-ля-Шапель (департамент Луаре) — 7 августа 1908, там же) — маркиз, французский дипломат.
Был секретарём посольства в Китае. 
Написал: 
- «L’empire du Milieu» (1866),
- «Le coalition de 1701 contre la France» (1886),
- «Renonciation des Bourbons d’Espagne au trône France» (1889).